# Calliostoma canaliculatum
Calliostoma canaliculatum is een in zee voorkomende slakkensoort van de familie Calliostomatidae en het geslacht Calliostoma. Er is geen Nederlandse naam voor deze soort die in 1786 door Lightfoot is beschreven.

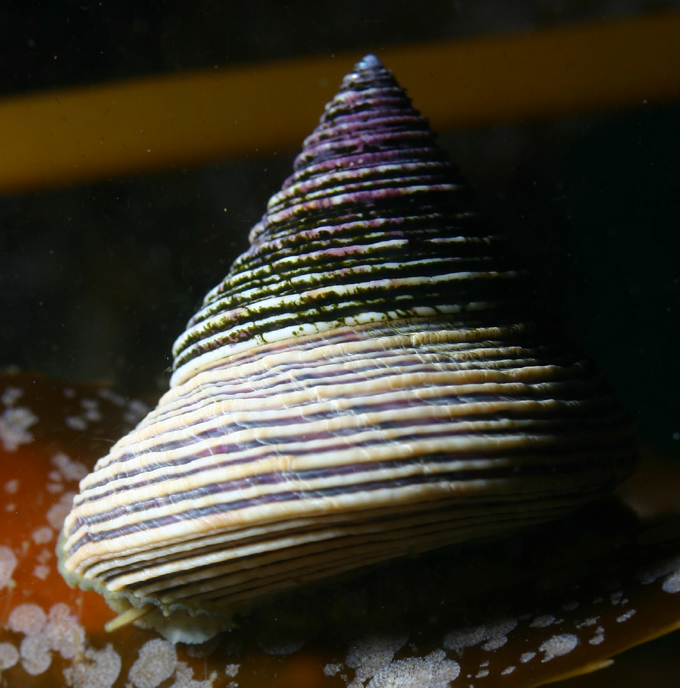
Calliostoma canaliculatum

## Voorkomen en verspreiding
Calliostoma canaliculatum is een omnivoor die tot 30 mm hoog kan worden. Deze soort leeft op zeewier en kelpfauna's en komt voor aan de westkust van Noord-Amerika van Californië tot Alaska, (Oregonese- en Californische provincie).